# Amparo Montes
Amparo Montes (eigentl. Amparo Meza Cruz; * 22. April 1925 in Tapachula; † 13. Januar 2002 in Mexiko-Stadt) war eine mexikanische Sängerin.
Amparo Meza Cruz debütierte als Sängerin vierzehnjährig beim Sender XEQ im Programm Quiero trabajar. Bei Auftritten im XEW gab ihr 1943 Emilio Azcárraga Vidaurreta den Künstlernamen Amparo Montes. Sie profilierte sich als eine der letzten großen mexikanischen Bolerosängerinnen. 1970 eröffnete sie die La Cueva de Amparo Montes, wo sie dreißig Jahre lang, begleitet von einem Gitarristen und einem Pianisten, regelmäßig auftrat. Zu ihrem Repertoire zählten Kompositionen von Agustín Lara, Gabriel Ruiz, Gonzalo Curiel, Alvaro Carrillo, Armando Manzanero, Mario Ruiz Armengol, Miguel Prado, Miguel Pous und anderen. Bekannt wurde sie mit Titeln wie Azul, Perfidia, Hay que saber perder, Piensa en mí, Cucurumbé, La Muñeca Fea, Ya Nada Soy, Pensando en ti und Tu ausencia.
Daneben wirkte Montes auch in einigen Film- und Fernsehproduktionen als Sängerin mit. Maricarmen de Lara drehte 1993 einen Dokumentarfilm über sie. Das Museo de la Ciudad de México widmete ihr zum 60. Bühnenjubiläum eine Hommage unter dem Titel Señora Bolero, an der u. a. Pepe Jara und José Amado mitwirkten. Ihren letzten Auftritt hatte sie im November 2001 beim Festival Barrio Antiguo de Monterrey. Zwei Tage danach kam sie mit einer Lungenentzündung ins Krankenhaus und starb dort im Januar 2002 an den Folgen eines Herzinfarkts.